# Ногейра, Антониу Родригу
Анто́ниу Родри́гу Корре́я Ноге́йра (порт.-браз. Antônio Rodrigo Correia Nogueira; род. 2 июня 1976, Витория-да-Конкиста, Бразилия) — бразильский боец смешанных единоборств. Мастер бразильского джиу-джитсу. Являлся Чемпионом PRIDE FC в тяжёлом весе (2001 г.), становился временным чемпионом UFC в тяжёлом весе 2008 года. Брат-близнец Антониу Рожериу Ногейра.
Особую популярность Ногейра приобрёл, выступая в японской организации Pride Fighting Championships, где был чемпионом в тяжёлом весе 2001—2003 года, временным чемпионом 2003—2004 года, финалистом гран-при Pride в тяжёлом весе 2004 года, и полуфиналистом гран-при в абсолютном весе 2006 года. Также зрителям запомнилась его трилогия с российским бойцом Фёдором Емельяненко. Также Антониу был победителем турнира RINGS King of Kings 2000 года в тяжёлом весе и чемпионом третьесортной Американской организации World Extreme Fighting. Ногейра одерживал победы над такими известными бойцами, как Рэнди Кутюр, Мирко Филипович, Дэн Хендерсон, Фабрисио Вердум, Марк Колман, Джош Барнетт, Тим Сильвия, Хит Херринг (трижды) и Сергей Харитонов.

## Ранние годы
Родился 2 июня 1976 года в городе Витория-да-Конкиста. В четыре года начал заниматься дзюдо, по которому получил чёрный пояс в 1999 году. В 10 лет его случайно сбил грузовик, после чего он 4 дня пробыл в коме, и был госпитализирован на 11 месяцев, в результате потерял ребро и часть печени, об аварии напоминает большой шрам в нижней части спины. В 14 лет он начал заниматься боксом вместе с другом. В 18 лет увлекся бразильским джиу-джитсу, спустя 5 лет получил чёрный пояс. За это время он неоднократно становился призёром чемпионатов мира и чемпионом Пан Америки. В 2000 году Антониу принимал участие в чемпионате мира по грепплингу ADCC, где дошёл до 1/4 финала.
В начале карьеры Ногейра представлял клуб Brazilian Top Team, который покинул в июне 2007 из-за дебюта в UFC, после чего начал тренироваться в команде Black House.

## Смешанные единоборства

### Начало карьеры
Антониу Ногейра дебютировал в ММА в возрасте 23 лет против Дэвида Додда, на турнире World Extreme Fighting 6, победив Додда через распятие в первом раунде. После победы над Нетом Шредером болевым в WEF 7, он поехал в Японию на турнир RINGS promotion’s King of Kings 1999. В турнире выступило сорок восемь человек и проводился в 3 мероприятия, где он выиграл три боя, прежде чем проиграть решением Дэну Хендерсону в полуфинале. Между двух RINGS он победил Джереми Хорн решением на WEF 8. Затем Ногейра выступил в King of Kings 2000, где сорок человек бились за звание лучшего в три этапа, и выиграв все свои пять матчей на турнире, он стал чемпионом.

### Pride Fighting Championships
У Ногейра было очень много знаменитых побед в PRIDE, включая победы над Деном Хендерсоном, Марком Коулмэном, Хит Херрингом, над бывшими UFC чемпионами в тяжёлом весе Рикко Родригесом и Джошем Барнеттом, Мирко Филипповичем, Бобом Саппом.
После закрытия Федерации RINGS Akira Maeda’s RINGS, Ногейра подписал контракт с PRIDE. Он дебютировал в июле 2001 года в PRIDE 15, быстро победил Гари Гудриджа треугольником. В PRIDE 16, он победил UFC и PRIDE Гран-при, чемпиона Марка Коулмана болевым. Он был коронован как первый чемпион PRIDE в тяжёлом после победы над американцем Хитом Хиррингом.
Затем на совместном турнире PRIDE и К-1 по боям без правил он победил супертяжеловеса, бывшего американского футболиста и чемпиона К-1 Бобба Саппа.
И очередная победа не заставила себя долго ждать. Голландский каратист Сэмми Шилт проиграл бразильскому бойцу треугольником. Затем он отомстил за своё единственное на тот момент поражение, победив Дэна Хендерсона, который ранее победил его в RINGS.

### Бой с Федором Емельяненко, и дальнейшая карьера в Pride
16 марта 2003 г. Ногейра потерял титул чемпиона PRIDE, проиграв российскому чемпиону по самбо Фёдору Емельяненко, доминировавшему весь бой и победившему единогласным решением судей.
На PRIDE Total Elimination 2003, он победил решением бывшего чемпиона UFC в тяжёлом весе Рикко Родригеса.
В ноябре 2003 года бой с чемпионом в тяжёлом весе Емельяненко не состоялся, так как Фёдор не мог продолжать поединок из-за сильного рассечения, и бой перенесли. Руководство PRIDE устроило бой за титул временного чемпиона, в котором Ногейра встретился с Мирко Филиповичем. В бою Крокопу удалось доминировать в первом раунде со своими коронными ударами ногами и напором, но во втором раунде Ногейра удалось одолеть Филиповича в нелёгком бою.
25 апреля 2004 года в PRIDE Total Elimination он столкнулся с профессиональным борцом и бывшим дзюдоистом Хиротак Юкои, которого он победил уже во втором раунде. Затем он повторно победил Хита Хирринга, для перехода на полуфинал одержал верх над Сергеем Харитоновым и снова сталкивается с Фёдором Емельяненко в финале. Бой заметно отличается от первого; Фёдор в прыжке на лежачего Родриго случайно получил рассечение и бой был перенесён. Другой реванш был обязан определить чемпиона турнира и был запланирован на PRIDE Shockwave по 31 декабря 2004 года. Ногейра в этом бою порадовал значительно улучшенной техникой, бой был очень напряжённый, но Фёдор Емельяненко доминировал, и ему присудили победу единогласным решением.
На PRIDE Critical Countdown 2005 года он победил польского Олимпийского дзюдоиста Павела Настулу и после этого, на PRIDE 31, он победил профессионального борца Киёси Тамура болевым во второй раз.
Затем в 2006 PRIDE Гран-при он победил своих соотечественников-бразильцев Зулу Зулузиньо и Фабрисио Вердума. В полуфинале он столкнулся с американским борцом Джошем Барнеттом и проиграл раздельным решением.
Ногейра взял реванш над Барнеттом с единогласным решением на PRIDE Shockwave в 2006 году.

### Ultimate Fighting Championship
На чемпионате по смешанным боям UFC Fight Night 9, который состоялся 5 апреля 2007 года, Ногейра как зритель сидел рядом с президентом UFC Дэйна Уайтом. Впоследствии на UFC 69 было объявлено, что Ногейра присоединился к UFC. Его дебютом в восьмиугольнике стал третий бой с Хиттом Херрингом на UFC 73, где бразилец доказал, что по праву заслуживает своё прозвище — Минотавр, вновь победив Херринга единогласным решением.
На UFC 79 во время вещания и последующей пресс-конференции было объявлено, что Ногейра будет биться с Тимом Сильвия на UFC 81 за титул временного чемпиона в тяжёлой весовой категории. На UFC 81 Ногейра победил Тима в третьем раунде гильотиной и стал временным чемпионом в тяжёлом весе. Таким образом, он стал первым тяжеловесом, сумевшим завоевать чемпионский титул по версиям UFC и PRIDE.
На UFC 92 Ногейра потерял временный титул в поединке с Фрэнком Миром. Это было его первое поражение техническим нокаутом (все предыдущие были только судейскими решениями).
На UFC 102 одержал убедительную победу судейским решением над ветераном UFC Рэнди Кутюром, однако, в следующем поединке против Кейна Веласкеса впервые в карьере был нокаутирован. 1 сентября 2015 объявил о завершении спортивной карьеры.

## Статистика выступлений
| Результат    | Рекорд      | Соперник           | Способ                                      | Турнир                               | Дата             | Раунд | Время | Место                    | Примечание                                                            |
| ------------ | ----------- | ------------------ | ------------------------------------------- | ------------------------------------ | ---------------- | ----- | ----- | ------------------------ | --------------------------------------------------------------------- |
| Поражение    | 34-10-1 (1) | Стефан Стрюве      | Единогласное решение                        | UFC 190                              | 1 августа 2015   | 3     | 5:00  | Рио-де-Жанейро, Бразилия |                                                                       |
| Поражение    | 34-9-1 (1)  | Рой Нельсон        | KO (оверхенд)                               | UFC Fight Night: Nogueira vs. Nelson | 11 апреля 2014   | 1     | 3:37  | Абу-Даби, ОАЭ            |                                                                       |
| Поражение    | 34-8-1 (1)  | Фабрисиу Вердум    | Болевой приём (рычаг локтя)                 | UFC on Fuel TV: Nogueira vs. Werdum  | 8 июня, 2013     | 2     | 2:41  | Форталеза, Бразилия      |                                                                       |
| Победа       | 34-7-1 (1)  | Дэйв Херман        | Болевой приём (рычаг локтя)                 | UFC 153                              | 13 октября 2012  | 2     | 4:31  | Рио-де-Жанейро, Бразилия | Submission of the Night.                                              |
| Поражение    | 33-7-1 (1)  | Фрэнк Мир          | Болевой приём (кимура)                      | UFC 140                              | 10 декабря 2011  | 1     | 3:38  | Торонто, Канада          |                                                                       |
| Победа       | 33-6-1 (1)  | Брендан Шауб       | KO (удары)                                  | UFC 134                              | 28 августа 2011  | 1     | 3:09  | Рио-де-Жанейро, Бразилия |                                                                       |
| Поражение    | 32-6-1 (1)  | Кейн Веласкес      | ТKO (удары)                                 | UFC 110                              | 20 февраля 2010  | 1     | 2:20  | Сидней, Австралия        |                                                                       |
| Победа       | 32-5-1 (1)  | Рэнди Кутюр        | Единогласное решение                        | UFC 102: Couture vs. Nogueira        | 29 Август 2009   | 3     | 5:00  | Портленд, США            | Лучший бой вечера. Бой года (2009)                                    |
| Поражение    | 31-5-1 (1)  | Фрэнк Мир          | TKO (удары)                                 | UFC 92: The Ultimate 2008            | 27 Декабря 2008  | 2     | 1:54  | Лас Вегас, США           | Утратил титул временного чемпиона UFC                                 |
| Победа       | 31-4-1 (1)  | Тим Сильвия        | Удушающий приём (гильотина)                 | UFC 81: Breaking Point               | 2 Февраля 2008   | 3     | 1:28  | Лас Вегас, США           | Завоевал титул временного чемпиона UFC в тяжёлом весе, Событие вечера |
| Победа       | 30-4-1 (1)  | Хиз Херринг        | Единогласное решение                        | UFC 73: Stacked                      | 7 Июля 2007      | 3     | 5:00  | Сакраменто, США          |                                                                       |
| Победа       | 29-4-1 (1)  | Джош Барнетт       | Единогласное решение                        | Pride Shockwave 2006                 | 31 Декабря 2006  | 3     | 5:00  | Сайтама, Япония          |                                                                       |
| Поражение    | 28-4-1 (1)  | Джош Барнетт       | Раздельное решение                          | Pride Final Conflict Absolute        | 10 Сентября 2006 | 2     | 5:00  | Сайтама, Япония          | Гран-при PRIDE 2006 полуфинал                                         |
| Победа       | 28-3-1 (1)  | Фабрисио Вердум    | Единогласное решение                        | Pride Critical Countdown Absolute    | 1 Июля 2006      | 3     | 5:00  | Сайтама, Япония          | Гран-при PRIDE 2006 четвертьфинал                                     |
| Победа       | 27-3-1 (1)  | Зулузинью          | Болевой приём (рычаг локтя)                 | Pride Total Elimination Absolute     | 5 Мая 2006       | 1     | 2:17  | Осака, Япония            | Гран-при PRIDE 2006 первый тур                                        |
| Победа       | 26-3-1 (1)  | Киёси Тамура       | Болевой приём (рычаг локтя)                 | Pride 31 Dreamers                    | 26 Февраля 2006  | 1     | 2:24  | Сайтама, Япония          |                                                                       |
| Победа       | 25-3-1 (1)  | Павел Настула      | TKO (удары)                                 | Pride Critical Countdown 2005        | 26 Июня 2005     | 1     | 8:38  | Сайтама, Япония          |                                                                       |
| Поражение    | 24-3-1 (1)  | Фёдор Емельяненко  | Единогласное решение                        | Pride Shockwave 2004                 | 31 Декабря 2004  | 4     | 5:00  | Сайтама, Япония          | финал Гран-при PRIDE 2004                                             |
| Не состоялся | 24-2-1 (1)  | Фёдор Емельяненко  | NC (столкновение головами)                  | Pride Final Conflict 2004            | 15 Августа 2004  | 1     | 3:52  | Сайтама, Япония          | финал Гран-при PRIDE 2004                                             |
| Победа       | 24-2-1      | Сергей Харитонов   | Единогласное решение                        | Pride Final Conflict 2004            | 15 Августа 2004  | 2     | 5:00  | Сайтама, Япония          | Гран-при PRIDE 2004 полуфинал                                         |
| Победа       | 23-2-1      | Хиз Херринг        | Удушающий приём (анаконда)                  | Pride Critical Countdown 2004        | 20 Июня 2004     | 2     | 0:30  | Сайтама, Япония          | Гран-при PRIDE 2004 четвертьфинал                                     |
| Победа       | 22-2-1      | Хиротака Ёкой      | Удушающий приём (анаконда)                  | Pride Total Elimination 2004         | 25 Апрель 2004   | 2     | 1:25  | Сайтама, Япония          | Гран-при PRIDE 2004 1/8 финала                                        |
| Победа       | 21-2-1      | Мирко Филиппович   | Болевой приём (рычаг локтя)                 | Pride Final Conflict 2003            | 9 Ноября 2003    | 2     | 1:45  | Токио, Япония            | Вернул титул чемпиона PRIDE в тяжёлом весе. Бой года                  |
| Победа       | 20-2-1      | Рикко Родригес     | Единогласное решение                        | Pride Total Elimination 2003         | 10 Августа 2003  | 3     | 5:00  | Сайтама, Япония          |                                                                       |
| Поражение    | 19-2-1      | Фёдор Емельяненко  | Единогласное решение                        | Pride 25 Body Blow                   | 16 Марта 2003    | 3     | 5:00  | Йокогама, Япония         | Утратил титул чемпиона PRIDE в тяжёлом весе                           |
| Победа       | 19-1-1      | Дэн Хэндерсон      | Болевой приём (рычаг локтя)                 | Pride 24 Cold Fury 3                 | 23 Декабря 2002  | 3     | 1:49  | Фукуока, Япония          |                                                                       |
| Победа       | 18-1-1      | Сэмми Шилт         | Удушающий приём (треугольник)               | Pride 23 Championship Chaos 2        | 24 Ноября 2002   | 1     | 6:36  | Токио, Япония            |                                                                       |
| Победа       | 17-1-1      | Боб Сапп           | Болевой приём (рычаг локтя)                 | Pride Shockwave                      | 28 Августа 2002  | 2     | 4:03  | Токио, Япония            |                                                                       |
| Победа       | 16-1-1      | Санаэ Кикута       | KO (удар)                                   | UFO-Legend                           | 8 Августа 2002   | 2     | 0:29  | Токио, Япония            |                                                                       |
| Победа       | 15-1-1      | Энсон Инойе        | Удушающий приём (треугольник)               | Pride 19 Bad Blood                   | 24 Февраль 2002  | 1     | 6:17  | Сайтама, Япония          |                                                                       |
| Победа       | 14-1-1      | Хиз Херринг        | Единогласное решение                        | Pride 17 Championship Chaos          | 3 Ноября 2001    | 3     | 5:00  | Токио, Япония            | Завоевал титул чемпиона PRIDE в тяжёлом весе                          |
| Победа       | 13-1-1      | Марк Колман        | Болевой приём (рычаг локтя из треугольника) | Pride 16 Beasts From The East        | 24 Сентября 2001 | 1     | 6:10  | Осака, Япония            |                                                                       |
| Победа       | 12-1-1      | Гари Гудридж       | Удущающий приём (ручной треугольник)        | Pride 15 Raging Rumble               | 29 Июля 2001     | 1     | 2:37  | Сайтама, Япония          |                                                                       |
| Победа       | 11-1-1      | Валентейн Оверем   | Сдача (Удушение «Треугольник из рук»)       | Rings — King of Kings 2000 Final     | 24 Февраля 2001  | 1     | 1:20  | Токио, Япония            | Победа в чемпионате King of Kings 2000                                |
| Победа       | 10-1-1      | Хиромитсу Канехара | Удущающий приём (сзади)                     | Rings — King of Kings 2000 Final     | 24 Февраля 2001  | 2     | 0:20  | Токио, Япония            |                                                                       |
| Победа       | 9-1-1       | Волк Хан           | Единогласное решение                        | Rings — King of Kings 2000 Final     | 24 Февраля 2001  | 2     | 5:00  | Токио, Япония            |                                                                       |
| Победа       | 8-1-1       | Киёси Тамура       | Болевой приём (рычаг локтя)                 | Rings — King of Kings 2000           | 9 Октября 2000   | 2     | 2:29  | Токио, Япония            |                                                                       |
| Победа       | 7-1-1       | Ахмед Лабазанов    | Болевой приём (рычаг локтя)                 | Rings — King of Kings 2000 Block A   | 9 Октября 2000   | 1     | 1:38  | Токио, Япония            |                                                                       |
| Ничья        | 6-1-1       | Цуёси Косака       | Ничья                                       | Rings — Millennium Combine 3         | 23 Августа 2000  | 2     | 5:00  | Осака, Япония            |                                                                       |
| Поражение    | 6-1         | Дэн Хэндерсон      | Раздельное решение                          | Rings — King of Kings 1999 Final     | 26 Февраля 2000  | 3     | 5:00  | Токио, Япония            |                                                                       |
| Победа       | 6-0         | Андрей Копылов     | Раздельное решение                          | Rings — King of Kings 1999 Final     | 26 Февраля 2000  | 2     | 5:00  | Токио, Япония            |                                                                       |
| Победа       | 5-0         | Джереми Хорн       | Единогласное решение                        | WEF 8 — Goin' Platinum               | 15 Января 2000   | 3     | 8:00  | Ром, США                 |                                                                       |
| Победа       | 4-0         | Юрий Кочкин        | Болевой приём (рычаг локтя)                 | Rings — King of Kings 1999           | 28 Октября 1999  | 1     | 0:40  | Токио, Япония            |                                                                       |
| Победа       | 3-0         | Валентейн Оверем   | Болевой прием (американа)                   | Rings — King of Kings 1999           | 28 Октября 1999  | 1     | 1:51  | Токио, Япония            |                                                                       |
| Победа       | 2-0         | Нэйт Шрёдер        | Болевой приём (рычаг локтя)                 | WEF 7 — Stomp in the Swamp           | 9 Октября 1999   | 1     | 1:52  | Кеннер, США              |                                                                       |
| Победа       | 1-0         | Дэвид Додд         | Болевой приём (американа)                   | World Extreme Fighting 6             | 12 Июня 1999     | 1     | N/A   | Дэленд, США              |                                                                       |

## Достижения
- Временный чемпион UFC в тяжёлом весе (2008)
- Чемпион PRIDE в тяжёлом весе (2001—2003)
- Обладатель временного пояса чемпиона PRIDE в тяжёлом весе (2003)
- Чемпион RINGS в тяжёлом весе (2001)
- Чемпион WEF в тяжёлом весе (2000)
- Финалист Grand Prix PRIDE 2004 в тяжёлом весе
- Полуфиналист Grand Prix PRIDE 2006 в абсолютном весе
- Участник турниров ADCC
- Неоднократный чемпион и призёр турниров по БЖЖ и дзюдо
- Чёрный пояс по бразильскому джиу-джитсу
- Чёрный пояс по дзюдо